# キープ・アンダー・カヴァー
キープ・アンダー・カヴァー（原題：Keep Under Cover）は、1983年にポール・マッカートニーが発表した楽曲。

## 概要
1983年に「パイプス・オブ・ピース」に収録された楽曲だが、この曲は1980年、「タッグ・オブ・ウォー」がまだウイングスのアルバムとして制作されていたころから存在していた。その名残として、この曲にはデニー・レインがエレクトリックギターで参加をしている。
この曲のアレンジには苦労をしていた様子で、最初はブルース調のアレンジに始まったが、レゲエ風にしたり、ロックブルースにしたりと、セッション中に度々アレンジが変更された。 しかしそれでも納得の行かなかったポールは、古くからの付き合いであるジョージ・マーティンにプロデュースを依頼し、現在のアレンジに収まった。ジョージ・マーティンはこの曲を「クラシカルなポール・マッカートニーサウンド」と評した。
アルバム「タッグ・オブ・ウォー」の雰囲気には合わないと考えたポールは、この曲をアルバムから外した。
歌詞は「戦いは避けて、事が落ち着くまで待っていた方がいい」と勧めるようなもの。